# Babayağmur, Sarıkaya
Babayağmur là một thị trấn thuộc huyện Sarıkaya, tỉnh Yozgat, Thổ Nhĩ Kỳ. Dân số thời điểm năm 2010 là 1.763 người.